# Pheidole indica
Pheidole teneriffana (Mayr, 1879) è una formica della sottofamiglia Myrmicinae.

## Distribuzione e habitat
Questa specie è stata introdotta e si è naturalizzata in Italia, Spagna, Isole Baleari, Isole Canarie e Grecia (compresi Egeo Meridionale e Creta).